# Euodynerus annectens
Euodynerus annectens (лат.) — вид одиночных ос из семейства Vespidae.

## Распространение
Встречаются в Северной Америке: США.

## Описание
Длина переднего крыла самок 13,5—14 мм, а у самцов — 10,0—13,5 мм. Окраска тела в основном чёрная с жёлтыми отметинами. Гнёзда прикрепляют к ветвям и строят из глины, песка, содержат около 20 ячеек.